# プロリン
プロリン（英: proline）はα-アミノ酸の一つ、ピロリジン-2-カルボン酸のこと。略号はProまたはP。タンパク質を構成するアミノ酸は一級アミンであるが、プロリンは唯一例外で二級アミノ酸（かつてはイミノ酸とも呼ばれた）である。この化学的な特性から、ペプチド鎖の二次構造に重要な意義を有する。糖原性を持ち、表皮細胞増殖促進活性、コラーゲン合成促進活性、角質層保湿作用などの生理活性を示す。コラーゲン中にヒドロキシプロリンとして豊富に含まれる。一度破壊されたコラーゲンを修復する力をもつアミノ酸。体の結合組織、心筋の合成時の主な材料でもある。最近では、アルドール反応の安全かつ効果的な触媒として注目されつつある。コドンはCCU，CCC，CCA及びCCG。

## 生合成
生体内では、主に肝臓と小腸で行われるが、それぞれ合成経路が少し異なる。肝臓では、尿素回路の中間体であるオルニチンより、オルニチン-オキソ酸アミノトランスフェラーゼ (EC 2.6.1.13) とピロリン-5-カルボン酸レダクターゼ (EC 1.5.1.2) の作用により合成される。ただし、両酵素の間に、非酵素的に進む側鎖の閉環反応が含まれている。
EC 2.6.1.13 L-ornithine + a 2-oxo acid = L-glutamate 5-semialdehyde + an L-amino acid
非酵素的 L-glutamate 5-semialdehyde = 1-pyrroline-5-carboxylate + H2O
EC 1.5.1.2 1-pyrroline-5-carboxylate + NAD(P)H + H+ = L-proline + NAD(P)+
- a 2-oxo acid　一分子の2-オキソ酸。ここでは2-オキソグルタル酸になる。
- an L-amino acid　一分子のL-アミノ酸。ここではグルタミン酸になる。

小腸では、グルタミンまたはグルタミン酸からオルニチンが合成され、以降は肝臓と同じ経路による。

## 有機分子触媒として
2000年、アルドール反応を触媒する酵素アルドラーゼの研究を進めていたリスト、バルバス、ラーナーらは、大きなタンパク質ではなくプロリン自身が高収率・高エナンチオ選択的なアルドール反応を触媒することを見出した。プロリンの二級アミン部分がカルボニル化合物とエナミンを形成し、これがもう一分子のカルボニル化合物と反応することでアルドール反応を進行させると考えられている。
その後アルドール反応以外にもマイケル反応・マンニッヒ反応などにもプロリン触媒が適用できることが分かり、大いに研究が進展した。金属を持たない触媒（有機分子触媒）として近年大いに注目されている分野である。